# Giuliana Caporali

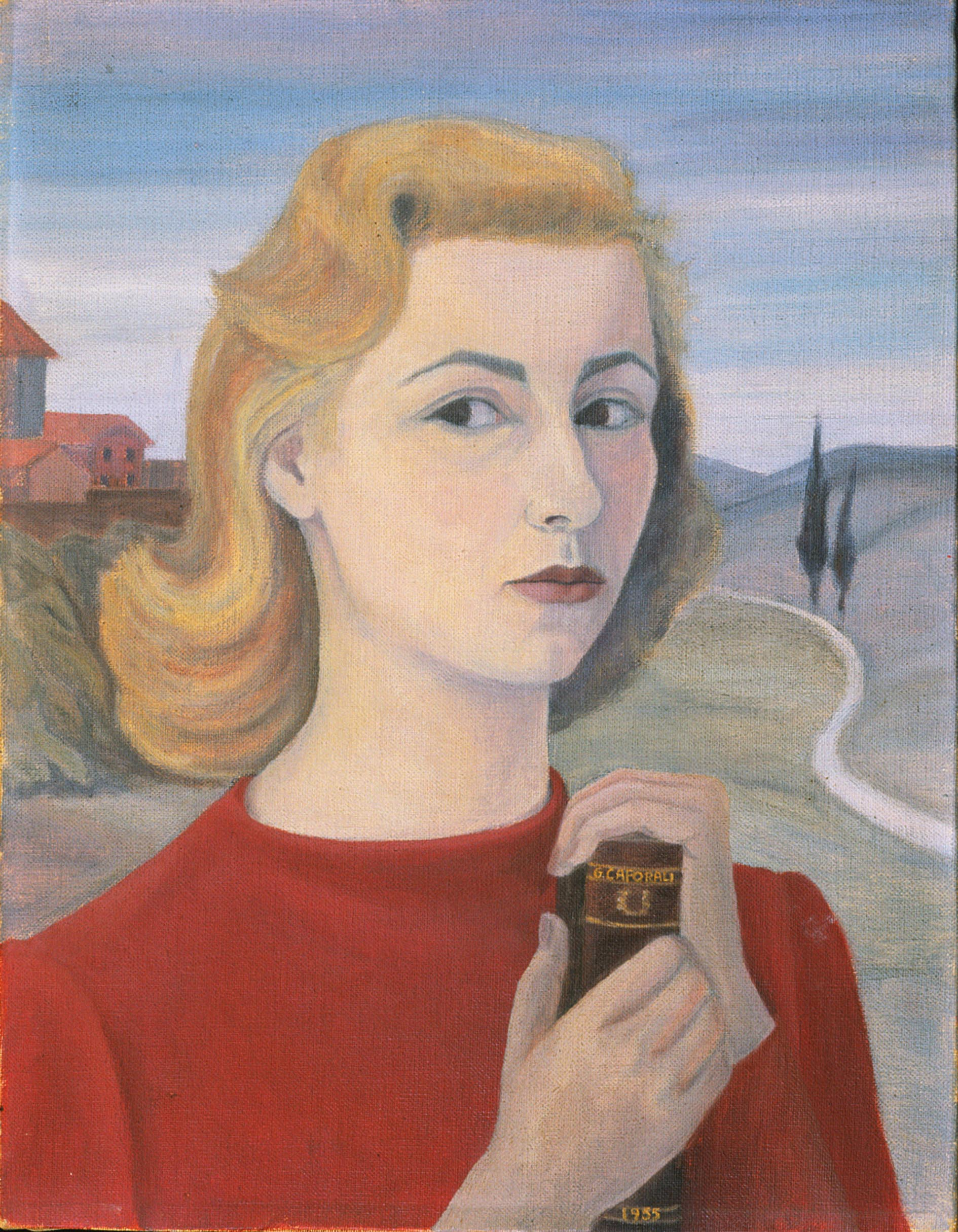
Giuliana Caporali, Autoritratto con libro, 1955, cm. 50x35

Giuliana Caporali (Roma, 1932) è una pittrice italiana allieva di Roberto Melli e seguace della Scuola romana.

## Biografia
Giuliana Caporali nasce a Roma, dove tuttora lavora e risiede. 
Il padre Rodolfo Caporali (Roma 1906 - 2004), collezionista e appassionato d'arte, frequenta abitualmente l'ambiente artistico-culturale sorto intorno alla Scuola romana. In conseguenza del particolare clima familiare, Giuliana Caporali in giovane età può entrare in contatto con artisti come Mario Mafai, Antonio Donghi, Riccardo Francalancia, Arturo Tosi, Virgilio Guidi, Mino Maccari, assorbendo una poetica e un linguaggio specifici, che si trasmetteranno nella sua ricerca pittorica.
L'incontro con Roberto Melli nel 1947 è decisivo nella formazione dell'artista, tanto che ad appena quindici anni Giuliana Caporali, proprio su invito del Maestro, che ne aveva fortemente apprezzato le prime opere ad olio, inizia a frequentare il corso di pittura che lo stesso teneva all'Accademia di belle arti di Roma. È in questo periodo che direttamente da Melli apprenderà la grande lezione di pittura tonale, un sapiente uso del colore secondo gli accordi cromatici più sottili, di cui il maestro ferrarese era uno dei massimi esponenti in Italia. In quegli stessi anni frequenterà il corso di incisione di Mino Maccari.
Significativo nella carriera dell'artista è il soggiorno in Brasile del 1961. Da qui ha inizio una lunga fase astratta, che culminerà nella mostra personale del 1982 intitolata "La Città", presentata da Carlo Belli ed Enrico Crispolti, presso la galleria Tavazzi di via Sistina a Roma. Nei decenni successivi tornerà progressivamente al figurativo, secondo un eclettismo non insolito agli stessi esponenti di Scuola romana, suoi maestri e riferimenti.
Giuliana Caporali è presente fin dal 1948 in importanti rassegne d'arte nazionali e internazionali, premi di pittura, esposizioni museali, oltre ad annoverare numerose mostre personali in Italia e all'estero. Esordisce nel 1948 alla V Quadriennale Nazionale d'Arte, allora presso la Galleria d'Arte Moderna a Roma; nel 1955 tiene la sua prima personale alla Galleria Il Pincio di Piazza del Popolo, presentata da Eliano Fantuzzi; sempre nel 1955 partecipa alla VII Quadriennale d'arte a Roma, e nel 1956 partecipa alla XXVIII Biennale Internazionale d'Arte di Venezia; mentre nel 1957 si tiene la sua seconda personale alla Galleria Il Pincio di Piazza del Popolo; e nel 1960 partecipa alla VIII Quadriennale che si svolge a Palazzo delle Esposizioni.
Dal 1986 fino al 2006 ha fatto parte del "Gruppo 12 Polisgramma", un collettivo di artiste di differente provenienza, costituitosi con l'obbiettivo di elaborare un progetto di Building Ground Art, ovvero installazioni e interventi artistici direttamente nello spazio urbano.
Dal 1964 al 1990 Giuliana Caporali ha insegnato Disegno e tecniche pittoriche alla Scuola d'Arte di San Giacomo del Comune di Roma. 
Un'esposizione antologica su Giuliana Caporali e i maestri della “Scuola romana” è stata recentemente presentata al Civico Museo d’Arte Moderna e Contemporanea di Anticoli Corrado.
Sue opere si trovano in collezione alla Galleria d'arte Moderna di Roma, nel complesso monumentale di Villa Carpegna sede della Quadriennale di Roma, oltre che in numerose collezioni private in Italia, in Austra, Brasile, Francia, Germania e Svezia.
Hanno scritto di lei, fra gli altri: Vito Apuleo, Michele Biancale, Eliano Fantuzzi, Virgilio Guzzi, Marina Poggi d'Angelo, M. Sinibaldi, Piero Scarpa, Tanino De Sanctis, Ivanoe Fossani, Valerio Fraschetti, Valerio Rivosecchi, Carlo Fabrizio Carli, Paolo Moreno, Carlo Belli, Enrico Crispolti, M. D'Onofrio, Jolanda Nigro Covre.

## Attività espositiva
1948 - Rassegna Nazionale di Arti Figurative (V Quadriennale d'Arte di Roma), galleria d'Arte Moderna, Roma
1949 - III Premio di Pittura Francesco Paolo Michetti, Francavilla a Mare
1951 - I° Mostra Nazionale “Città di Messina”. 
1952 - IV Premio di Pittura Francesco Paolo Michetti, Francavilla a Mare.
1953 - III Mostra Nazionale di Pittura “Il Maggio di Bari”.
1953 - Incontri della gioventù. Mostra delle arti figurative, Palazzo Venezia, Roma.
1953 - Il Maggio della pittura romana III Panoramica, Palazzo i Vetro CIM, Roma, 21 aprile – 25 maggio.
1953 - I Mostra sindacale, Associazione Artistica Internazionale, Roma, giugno.
1953 - Mostra annuale di pittura e scultura, Associazione Artistica Internazionale, Roma, 24 ottobre – 10 novembre.
1954 - Il Maggio della pittura romana IV Panoramica, Palazzo i Vetro CIM, Roma, 30 aprile – 24 maggio.
1954 - II Mostra sindacale, Associazione Artistica Internazionale, Roma, aprile.
1954 - IV Mostra Nazionale di Pittura “Il Maggio di Bari”.
1954 - Inaugurazione della stagione culturale 1954 – 1955 dell'Associazione Artistica Internazionale, Roma, 11-25 novembre.
1955 - Giuliana Caporali, Mostra personale, galleria “Il Pincio”, Roma, gennaio.
1955 - Mostra di Arti figurative, Comunità delle Arti, Roma 27 aprile-30 maggio.
1955 - I Mostra degli artisti di Roma e provincia, galleria d'arte del Palazzo delle Esposizioni, Roma 6-31 maggio.
1955 - Il Maggio della pittura romana V Panoramica, Palazzo i Vetro CIM, Roma, 30 aprile – 24 maggio.
1955 - I Pittori della galleria il Pincio, galleria Niccolo Piccinni, Palazzo della Città, Bari, maggio.
1955 - Mostra di Pittura “Un fatto di cronaca”, Palazzo delle Esposizioni, Roma, 5 – 20 giugno.
1956 - VI mostra romana della “tavoletta”, Galleria San Marco, Roma, 3-12 novembre.
1956 - VII Quadriennale Nazionale d'Arte, Palazzo delle Esposizioni, Roma, novembre.
1956 - Mostra Annuale di Pittura e Scultura, Associazione Artistica Internazionale, Roma, 14 – 23 marzo.
1956 - Mostra de “Il tetto”, organizzata dall'Associazione Artistica Internazionale con il concorso della Titanus ed ispirata all'omonimo film di Vittorio De Sica. Associazione Artistica Internazionale, Roma 12 – 25 maggio.
1956 - Il Maggio della pittura romana VI Panoramica, Palazzo i Vetro CIM, Roma 12 maggio-3 giugno.
1956 - XXVIII Biennale Internazionale d'Arte della Città di Venezia, giugno.
1957 - Giuliana Caporali, Mostra personale, galleria “Il Pincio”.
1958 - Artiste romane contemporanee, I Mostra Arti Figurative, alleria Palazzo delle Esposizioni, Roma.
1958 - III Premio di Pittura “Via Frattina”, La bellezza muliebre vista dai pittori di oggi, Via Frattina, Roma, giugno.
1958 - Milano alleria Cairola, Mostra Collettiva.
1959 - Palazzo delle Esposizioni, II Rassegna di Arti Figurative di Roma e del Lazio.
1960 - Roma: VIII Quadriennale d'Arte.
1960 - Mostra di Arti figurative “Premio Avezzano”
1961 - San Paolo del Brasile. Collettiva di artisti italiani.
1962 - Rassegna di Arti Figurative di Roma e del Lazio.
1962 - Bagnoregio, conferimento Premio di pittura “Città di Bagnoregio”.
1963 - Palazzo delle Esposizioni, IV Rassegna di Arti Figurative di Roma e del Lazio.
1965 - Palazzo delle Esposizioni, V Rassegna di Arti Figurative di Roma e del Lazio.
1966 - Mostra di pittura “Lo Sport” organizzata CONI.
1967 - Roma, premiata al concorso “Roma-Eur”.
1968 - Premio Sybaris di pittura, premiata.
1972 - Palazzo delle Esposizioni, I Mostra A.I.O.M.
1980 - Tivoli, Mostra personale di Grafica al Centro d'Arte del Mondo Antico.
1982 - Mostra personale alla Galleria Tavazzi (presentazioni di Carlo Belli ed Enrico Crispolti), Via Sistina, Roma.
1983 - Mostra personale alla galleria del centro culturale della Banca d'Italia (presentata da Fausto Cimara)
1983 - Galleria Porto di Ripetta, collettiva, Roma.
1984 - Mostra personale di pittura e grafica all'Istituto Italiano di Cultura, presentata dal prof. M.Nati,  Stoccolma.
1984 - Sala della Protomoteca in Campidoglio “Premio Adelaide Ristori”. Riconoscimento per l'attività artistica e didattica.
1984 - Mostra personale alla galleria Vecchia Calcata, di Calcata.
1984 - Palazzina Corsini, Villa Doria Pamphili, Mostra peer D&A – La donna e l'arte – sul tema “La Trasformazione”.
1985 - prima mostra personale all'Istituto italiano di Cultura,1985, Monaco di Baviera, presentata da Mario D'Onofrio. 
1985 - Bonn, Mostra personale organizzata dall'Ufficio culturale dell'Ambasciata d'Italia per la Settimana Italiana.
1985 - Wetzlar, mostra personale in occasione del gemellaggio con il Monte dei Paschi di Siena.
1986 - si unisce ad undici artiste creando il "Gruppo 12 Polisgramma" e opera interventi di Building Ground Art nella Biblioteca Nazionale Centrale, Stazione Termini di Roma. Opera “Profilo urbano” acrilico su tela (m. 9,50 x 0,70).
1987 - Palazzo Valentini, Mostra “Femina Urbana”, per il decennale di D&A la donna e l'arte.
1987 - Istituto Centrale di grafica, Mostra “Gruppo 12 Polisgramma, linoleografie.
1987 - Interno Quattro, Mostra di grafica Gruppo 12 Polisgramma".
1988 - Mostra Intervento di Gruppo 12 Polisgramma" sulle lamiere del cantiere-metrò alla Stazione Termini con l'opera Teatro Urbano con figura fuori scena, (acrilico su tela e carta, cm.300 x 240).
1989 - Vienna Offenere Projectraum Wuk, Mostra Gruppo 12 Polisgramma in Wien con il gruppo viennese IN-ACT.
1989 - Brescia, galleria Multimedia, Mostra Polisgramma e altro.
1989 - Milano, Biblioteca comunale,  Mostra Gruppo 12 Polisgramma, grafica.
1990 - Premio Sulmona, partecipazione al XVII Premio Sulmona.
1990 - Biblioteca nazionale centrale, presentazione del Libro Polisgramma, edito da Bulzoni e Mostra “Art-Book”.
1991 - Castello Sdforzesco, Biblioteca d'Arte, Mostra “Polisgramma Art-Book”, Milano.
1992 - Complesso monumentale di S.Michele a Ripa, mostra promossa dal Ministero per i Beni Culturali e Ambientali.
1992 - Mostra personale “Memorie di Calabria”, presentazione di Filippo Tavazzi, galleria Il Sagittario.
1994 - Riceve il premio XXI Premio Internazionale di Sulmona.
1994 - Mostra personale allo Studio S.Arte Contemporanea, presentata da Carlo Fabrizio Carli.
1994 - Mostra di Microincisione, galleria Mirabilia, Roma.
1995 - A Parigi per l'edizione di Roma-Paris-Rome all'Espace Beaujon.
1995 - Arles, per l'Exposition d'Art International.
1998 - Mostra personale di pastelli “Images”, Salle Boissière, Parigi presentata da Mario D'Onofrio. 
1999 - Mostra personale di pastelli con il patrocinio del Comune di Roma.
2000 - Mostra collettiva Tazebao d'Artista, galleria comunale d'arte Moderna e contemporanea, Presentata da Gabriele Simonini e Carlo Fabrizio Carli.
2002 - Mito Frammento Memoria, a cura di Carlo Fabrizio Carli e Paolo Moreno, professore di archeologia e storia dell'arte.
2007 - Mostra personale al Museo Cambellotti di Latina.
2009 - Mostra presso la “Casa di Dante” di Torre de Passeri (Pe) diretta da Corrado Gizzi, curata da Carlo Fabrizio Carli.
2010 - Mostra personale Mythos al Museo Emilio Greco di Sabaudia.
2011 - Giuliana Caporali / Ivano Pardi – Suggestioni dantesche, Studio DR Spazio Visivo
Roma.
2012 - espone presso Studio DR, seconda edizione di City e Utopia a cura di Giorgio Di Roberto e Silvia Emili.
2020 - mostra antologica presso il Civico museo di Arte moderna di Anticoli Corrado.

## Opere in collezione
- La casa bianca, 1947, olio su cartone telato cm.50 x 40, Villa Carpegna, Ente Quadriennale di Roma. Esp./1948, Roma, Gnam, Rassegna di Arti Figurative;
- Autoritratto con libro, 1955, olio su tela 50 x 35, Galleria d'Arte Moderna di Roma Capitale[13];
- Quartieri alti, 1956, olio su tela cm. 50 x 60, Galleria d'Arte Moderna di Roma Capitale;
- Inverno romano, 1951, olio su tela cm. 40 x 50, Galleria d'Arte Moderna e contemporanea di Roma Capitale. Esp./1956, XVIII Biennale di Venezia.

- Incontri della gioventù : 1. mostra d'arte del Lazio: dal 15 al 24 marzo, Roma: Galleria di Roma, 1953 (Roma: Pinci) - Caporali Giuliana - Esposizioni - Roma - 1953. Catalogo.